# Mutter (Ikonografie)

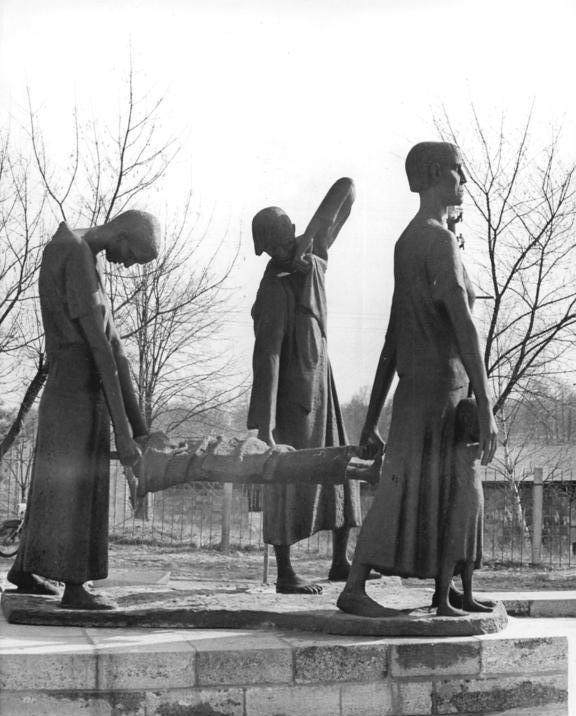
Drei Frauen tragen ein gestorbenes Kind (Plastik von Fritz Cremer in der Mahn- und Gedenkstätte Ravensbrück)

Die Ikonografie der Mutter als künstlerische Darstellung von Müttern spielt in der bildenden Kunst weltweit und seit der Urgeschichte eine wichtige Rolle.

## Kunstgeschichte
Ein Beispiel für eine mögliche frühkulturelle Verehrung der Frauenfigur als Fruchtbarkeitssymbol sind die Venusfigurinen des Jungpaläolithikums, die wohl bekannteste ist die Venus von Willendorf.
Das Mutterbild in der Bildenden Kunst hat sich vielfach geändert. Je nach herrschender Ideologie und Zeit ist die Mutter ganz verschieden dargestellt worden. Auch die erlebte Situation trug dazu bei. An das Frauen-KZ Ravensbrück erinnern mehrere Mütter-Denkmale.
Das frühere bürgerliche Mutterbild wurde etwa von Ernst Wilhelm Hildebrand (1875) dargestellt. Paula Modersohn-Becker hat vielfach Mütter auf ihren Bildern dargestellt. Dabei spielte der Kontakt zwischen Mutter und Kind eine große Rolle. Im ländlichen Leben hatte die Frau als Mutter im häuslichen Bereich eine wichtige Position, das stellt etwa Hermann Bayer (1829–1893) dar.
Im Ersten Weltkrieg wurde die Mutter als Beschützerin in grausamer Umwelt wichtig, wie sie etwa Aksel Waldemar Johannessen darstellte. In der Zeit vor dem Zweiten Weltkrieg war die Frau als „Hüterin von Heim und Herd“ gesehen, wie eine Muttergruppe von Erich Schmidt-Kestner darstellt. Nach dem Zweiten Weltkrieg entstand in Bremerhaven ein Denkmal, das an die „im Kriege gefallenen Mütter und Kinder“ erinnerte.
Im Ostblock fielen solche Denkmale deutlich größer aus, wie das Denkmal im Stadtbild Šilutės zeigt. Der Künstler des Sozialistischen Realismus Walter Womacka (1925–2010) schuf ein Mutterbild, das zum 10. FDGB-Kongress Motiv einer DDR-Briefmarke wurde.

## Mütter in der Literatur
Mütter sind auch ein bedeutendes Thema in der Literatur, beispielsweise in Bertolt Brechts Bühnenstück Der kaukasische Kreidekreis, oder bereits in der biblischen Narration des Salomonischen Urteils und der Gottesmutter Maria.